# Lista de prêmios e indicações recebidos por Bae Suzy
Essa é a lista de prêmios e indicações recebidos pela cantora e atriz sul-coreana Bae Suzy.
Ela foi a primeira celebridade feminina a ganhar o prêmio de revelação nos três campos: música, televisão e cinema. Além disso, foi a pessoa mais jovem a receber o prêmio Style Icon Asia.

## Prêmios e Indicações
| Cerimônia de premiação                | Ano  | Categoria                                                   | Indicação / Trabalho          | Resultado | Ref.          |
| ------------------------------------- | ---- | ----------------------------------------------------------- | ----------------------------- | --------- | ------------- |
| APAN Star Awards                      | 2016 | Excellence Award, Actress in a Miniseries                   | Uncontrollably Fond           | Indicado  | [ 3 ]         |
| APAN Star Awards                      | 2018 | Excellence Award, Actress in a Miniseries                   | While You Were Sleeping       | Indicado  | [ 4 ]         |
| APAN Star Awards                      | 2018 | K-Star Award, Actress                                       | While You Were Sleeping       | Indicado  | [ 4 ]         |
| APAN Star Awards                      | 2022 | Top Excellence Award, Actress in an OTT Drama               | Anna                          | Indicado  | [ 5 ]         |
| APAN Star Awards                      | 2022 | Popularity Star Award, Actress                              | Anna                          | Indicado  | [ 6 ]         |
| Asia Artist Awards                    | 2016 | Best Star Award                                             | Uncontrollably Fond           | Venceu    | [ 7 ]         |
| Asia Artist Awards                    | 2017 | Asia Star Award, Actress                                    | While You Were Sleeping       | Venceu    | [ 8 ]         |
| Asia Artist Awards                    | 2018 | Asia Celebrity Award                                        | Bae Suzy                      | Venceu    | [ 9 ]         |
| Asian Pop Music Awards                | 2022 | Best Music Video (Overseas)                                 | "Satellite"                   | Venceu    | [ 10 ]        |
| Asian Pop Music Awards                | 2022 | Best OST (Overseas)                                         | "Inevitable"                  | Indicado  | [ 11 ]        |
| Asian Pop Music Awards                | 2023 | Best OST (Overseas)                                         | "Ordinary Days"               | Indicado  | [ 12 ]        |
| Asian Pop Music Awards                | 2023 | Top 20 Songs of the Year (Overseas)                         | "Ordinary Days"               | Venceu    | [ 13 ]        |
| Baeksang Art Awards                   | 2011 | Best New Actress – Television                               | Dream High                    | Indicado  | [ 14 ]        |
| Baeksang Art Awards                   | 2012 | Best New Actress – Film                                     | Architecture 101              | Venceu    | [ 15 ] [ 16 ] |
| Baeksang Art Awards                   | 2016 | Most Popular Actress – Film                                 | The Sound of a Flower         | Venceu    | [ 17 ] [ 18 ] |
| Baeksang Art Awards                   | 2016 | InStyle Fashionista Award                                   | Bae Suzy                      | Venceu    | [ 17 ] [ 18 ] |
| Baeksang Art Awards                   | 2018 | Most Popular Actress – Television                           | While You Were Sleeping       | Venceu    | [ 19 ]        |
| Baeksang Art Awards                   | 2023 | Best Actress – Television                                   | Anna                          | Indicado  | [ 20 ]        |
| Blue Dragon Film Awards               | 2012 | Best New Actress                                            | Architecture 101              | Indicado  | [ 21 ]        |
| Blue Dragon Film Awards               | 2012 | Popular Star Award                                          | Architecture 101              | Venceu    | [ 22 ]        |
| Blue Dragon Series Awards             | 2023 | Best Actress                                                | Anna                          | Venceu    | [ 23 ]        |
| Brand of the Year Awards              | 2018 | Actress of the Year                                         | While You Were Sleeping       | Venceu    | [ 24 ] [ 25 ] |
| Buil Film Awards                      | 2012 | Best New Actress                                            | Architecture 101              | Indicado  | [ 26 ]        |
| ContentAsia Awards                    | 2023 | Best Female Lead in a TV Programme/Series Made in Asia      | Anna                          | Venceu    | [ 27 ]        |
| Director's Cut Awards                 | 2023 | Best Actress in a Series                                    | Anna                          | Venceu    | [ 28 ]        |
| Fashionista Awards                    | 2015 | Best Fashionista – Make-up Sector                           | Bae Suzy                      | Indicado  | [ 29 ]        |
| Fashionista Awards                    | 2016 | Best Dresser – Female                                       | Bae Suzy                      | Indicado  | [ 30 ]        |
| Fashionista Awards                    | 2017 | Best Fashionista – Red Carpet Category                      | Bae Suzy                      | Indicado  | [ 31 ]        |
| Gaon Chart Music Awards               | 2017 | Song of the Year – January                                  | "Dream" (com Baekhyun)        | Indicado  | [ 32 ]        |
| Gaon Chart Music Awards               | 2018 | Song of the Year – January                                  | "Pretend"                     | Indicado  | [ 33 ]        |
| Genie Music Awards                    | 2018 | Best Female Artist                                          | Bae Suzy                      | Indicado  | [ 34 ]        |
| Genie Music Awards                    | 2018 | Genie Music Popularity Award                                | Bae Suzy                      | Indicado  | [ 35 ]        |
| Genie Music Awards                    | 2018 | Artist of the Year                                          | Bae Suzy                      | Indicado  | [ 36 ]        |
| Golden Disc Awards                    | 2017 | Best Digital Song (Bonsang)                                 | "Dream" (com Baekhyun)        | Venceu    | [ 37 ]        |
| Grand Bell Awards                     | 2012 | Best New Actress                                            | Architecture 101              | Indicado  | [ 38 ]        |
| InStyle Star Icon                     | 2016 | Best Idol Actress                                           | The Sound of a Flower         | Indicado  | [ 39 ]        |
| InStyle Star Icon                     | 2016 | Best Female Beauty Model                                    | "The Face Shop"               | Indicado  | [ 39 ]        |
| KBS Drama Awards                      | 2011 | Excellence Award, Actress in a Miniseries                   | Dream High                    | Indicado  | [ 40 ] [ 41 ] |
| KBS Drama Awards                      | 2011 | Best New Actress                                            | Dream High                    | Venceu    | [ 40 ] [ 41 ] |
| KBS Drama Awards                      | 2011 | Best Couple Award (com Kim Soo-hyun)                        | Dream High                    | Venceu    | [ 40 ] [ 41 ] |
| KBS Drama Awards                      | 2012 | Popularity Award, Actress                                   | Big                           | Venceu    | [ 42 ]        |
| KBS Drama Awards                      | 2016 | Netizen Award                                               | Uncontrollably Fond           | Indicado  | [ 43 ]        |
| KBS Drama Awards                      | 2016 | Best Couple Award (com Kim Woo-bin)                         | Uncontrollably Fond           | Indicado  | [ 43 ]        |
| KBS Entertainment Awards              | 2012 | Best Female Newcomer in a Variety Show                      | Invincible Youth 2ª Temporada | Venceu    | [ 44 ]        |
| KBS Entertainment Awards              | 2012 | Best Cameo Appearance                                       | Gag Concert                   | Venceu    | [ 44 ]        |
| Korea Drama Awards                    | 2011 | Best New Actress                                            | Dream High                    | Indicado  | [ 45 ]        |
| Korea Drama Awards                    | 2013 | Excellence Award, Actress                                   | Gu Family Book                | Indicado  | [ 46 ]        |
| Korea Drama Awards                    | 2013 | Best Couple Award (com Lee Seung-gi)                        | Gu Family Book                | Indicado  | [ 47 ]        |
| Korea First Brand Awards              | 2020 | Actress of the Year                                         | Start-Up                      | Venceu    | [ 48 ]        |
| Korea First Brand Awards              | 2024 | Best Actress – OTT                                          | Doona!                        | Venceu    | [ 49 ]        |
| Korean Advertisers Association Awards | 2013 | Best Model Award                                            | Bae Suzy                      | Venceu    | [ 50 ]        |
| MBC Drama Awards                      | 2013 | Top Excellence Award, Actress in a Miniseries               | Gu Family Book                | Venceu    | [ 51 ]        |
| MBC Drama Awards                      | 2013 | Best Couple Award (com Lee Seung-gi)                        | Gu Family Book                | Venceu    | [ 52 ]        |
| Melon Music Awards                    | 2016 | Best R&B / Soul                                             | "Dream" (com Baekhyun)        | Venceu    | [ 53 ]        |
| Mnet 20's Choice Awards               | 2011 | Hot New Star                                                | Dream High                    | Venceu    | [ 54 ]        |
| Mnet 20's Choice Awards               | 2012 | Hot Movie Star – Female                                     | Architecture 101              | Venceu    | [ 55 ]        |
| Mnet 20's Choice Awards               | 2013 | 20's Drama Star – Female                                    | Gu Family Book                | Venceu    | [ 56 ]        |
| Mnet Asian Music Awards               | 2013 | Best OST                                                    | "Don't Forget Me"             | Indicado  | [ 57 ]        |
| Mnet Asian Music Awards               | 2016 | Best Collaboration                                          | "Dream" (com Baekhyun)        | Venceu    | [ 58 ]        |
| Mnet Asian Music Awards               | 2017 | Best Female Artist                                          | Bae Suzy                      | Indicado  | [ 59 ]        |
| Mnet Asian Music Awards               | 2017 | Best OST                                                    | "I Love You Boy"              | Indicado  | [ 59 ]        |
| MTN Broadcast Advertisement Festival  | 2012 | Women's CF Model Award                                      | Bae Suzy                      | Venceu    | [ 60 ]        |
| SBS Drama Awards                      | 2017 | Grand Prize (Daesang)                                       | While You Were Sleeping       | Indicado  | [ 61 ]        |
| SBS Drama Awards                      | 2017 | Top Excellence Award, Actress in a Wednesday–Thursday Drama | While You Were Sleeping       | Venceu    | [ 62 ]        |
| SBS Drama Awards                      | 2017 | Best Couple Award (com Lee Jong-suk)                        | While You Were Sleeping       | Venceu    | [ 63 ]        |
| SBS Drama Awards                      | 2019 | Best Couple Award (com Lee Seung-gi)                        | Vagabond                      | Venceu    | [ 64 ] [ 65 ] |
| SBS Drama Awards                      | 2019 | Top Excellence Award, Actress in a Miniseries               | Vagabond                      | Venceu    | [ 64 ] [ 65 ] |
| SBS Drama Awards                      | 2019 | Producer Award                                              | Vagabond                      | Indicado  | [ 66 ]        |
| Seoul International Drama Awards      | 2012 | Outstanding Korean Actress                                  | Dream High                    | Indicado  | [ 67 ]        |
| Seoul International Drama Awards      | 2013 | Outstanding Korean Actress                                  | Gu Family Book                | Venceu    | [ 68 ]        |
| Seoul International Drama Awards      | 2013 | Outstanding Korean OST                                      | "Don't Forget Me"             | Indicado  | [ 69 ]        |
| Seoul International Drama Awards      | 2021 | Outstanding Korean Actress                                  | Start-Up                      | Venceu    | [ 70 ] [ 71 ] |
| Seoul International Drama Awards      | 2023 | Best Actress                                                | Anna                          | Venceu    | [ 72 ]        |
| Sina Weibo Night Awards               | 2015 | Goddess Award                                               | Bae Suzy                      | Venceu    | [ 73 ]        |
| Style Icon Asia                       | 2012 | Teenagers' Style Icon                                       | Bae Suzy                      | Venceu    | [ 74 ]        |

## Outros reconhecimentos

### Listicles
| Editora | Ano  | Lista                    | Colocação | Ref.   |
| ------- | ---- | ------------------------ | --------- | ------ |
| Forbes  | 2014 | Korea Power Celebrity    | 3º        | [ 75 ] |
| Forbes  | 2015 | Korea Power Celebrity    | 34º       | [ 76 ] |
| Forbes  | 2016 | Korea Power Celebrity    | 39º       | [ 77 ] |
| Forbes  | 2017 | Korea Power Celebrity    | 6º        | [ 78 ] |
| Forbes  | 2018 | Korea Power Celebrity    | 12º       | [ 79 ] |
| Forbes  | 2021 | Korea Power Celebrity    | 23º       | [ 80 ] |
| Forbes  | 2022 | Korea Power Celebrity    | 22º       | [ 81 ] |
| Forbes  | 2020 | Asia's 100 Digital Stars | Colocada  | [ 82 ] |
| Forbes  | 2021 | 30 Under 30 Asia         | Colocada  | [ 83 ] |